# Делла-Росса, Игорь Генрихович
Игорь Генрихович Делла-Росса (род. 25 апреля 1939, Тбилиси) — советский легкоатлет, специалист по спортивной ходьбе. Выступал за сборную СССР по лёгкой атлетике в конце 1960-х — начале 1970-х годов, обладатель серебряной медали Кубка мира в командном зачёте, призёр первенств всесоюзного значения, участник летних Олимпийских игр в Мехико. Мастер спорта СССР международного класса.

## Биография
Игорь Генрихович Делла-Росса родился 25 апреля 1939 года в Тбилиси, Грузинская ССР.
Занимался лёгкой атлетикой в Тбилиси, состоял в добровольном спортивном обществе «Спартак».
Впервые заявил о себе на всесоюзном уровне в сезоне 1967 года, когда в ходьбе на 50 км выиграл серебряную медаль на чемпионате страны в рамках IV летней Спартакиады народов СССР в Москве — уступил здесь только свердловчанину Геннадию Агапову. Попав в состав советской сборной, выступил на Кубке мира в Бад-Зарове, где закрыл десятку сильнейших в личном зачёте 50 км и тем самым помог своим соотечественникам стать серебряными призёрами в общем командном зачёте (Кубок Лугано).
В 1968 году получил серебро на чемпионате СССР в Ленинакане. Благодаря череде удачных выступлений удостоился права защищать честь страны на летних Олимпийских играх в Мехико — в программе ходьбы на 50 км сошёл с дистанции, не показав никакого результата.
В 1971 году в 50-километровой ходьбе с личным рекордом 4:05:12 взял бронзу на чемпионате страны в рамках V летней Спартакиады народов СССР в Москве. На чемпионате Европы в Хельсинки финишировал седьмым.
За выдающиеся спортивные достижения удостоен почётного звания «Мастер спорта СССР международного класса».
Старший преподаватель кафедры физической культуры, доцент кафедры философии и гуманитарных дисциплин Кисловодского института экономики и права.